# Olympique Youssoufia
Ne doit pas être confondu avec Youssoufia Club de Rabat.
Maillots
Le Club Olympique de Youssoufia (en arabe : نادي أولمبيك اليوسفية), plus couramment abrégé en Olympique Youssoufia, est un club marocain de football fondé en 1933 sous le nom de Olympique Club de Louis-Gentil, basé dans la ville de Youssoufia. 
Le club évolue en National, l'équivalent de la troisième division, depuis la saison 2015/2016.

## Histoire
Le club youssoufien a vu le jour en 1933, le club fut parti de l'entreprise marocaine Groupe OCP, l'entreprise qui possède le même club de basket et tennis et la plupart des clubs sportifs à Youssoufia.

## Palmarès
- National - Sud
  - Champion : 2009

## Bilan récent par saison
Le bilan du club des 4 dernières saisons se présente comme suit :
| Saison  | Division        | class. | Pts | V  | N  | D  | BP | BC | Source |
| ------- | --------------- | ------ | --- | -- | -- | -- | -- | -- | ------ |
| 2015-16 | D3 - Groupe Sud | 13e    | 32  | 6  | 14 | 9  | 22 | 28 | [ 2 ]  |
| 2016-17 | D3 - Groupe Sud | 4e     | 46  | 12 | 10 | 8  | 23 | 18 | [ 3 ]  |
| 2017-18 | D3              | 8e     | 37  | 9  | 10 | 11 | 23 | 28 | [ 4 ]  |
| 2018-19 | D3              |        |     |    |    |    |    |    |        |